# Tonkatsu
El tonkatsu (豚カツ, とんかつ o トンカツ) és un plat popular a la cuina japonesa, inventat durant l'era Meiji a finals del segle xix. Es tracta d'una costella de porc desossada d'un centímetre d'amplada, arrebossada i fregida. Habitualment s'afegeix a la carn sal i pebre i es passa per farina, ou batut i s'acaba amb panko abans de fregir-la.
A continuació, el tonkatsu es talla a trossos i se serveix, generalment amb col xinesa ratllada. S'acompanya sovint amb una salsa espessa a l'estil Worcestershire anomenada «salsa tonkatsu» o simplement sōsu (salsa), karashi (mostassa) i potser una rodanxa de llimona. El tonkatsu s'ha adaptat al gust japonès més profundament que altres yōshoku i avui dia se serveix amb arròs, sopa de miso i tsukemono, al més pur estil washoku (menjar tradicional japonès), i es menja amb bastonets. Fins i tot alguns restaurants solen servir-lo amb el tradicionalment japonès daikon ratllat i ponzu en comptes de salsa tonkatsu.

## Història
En els seus orígens es considerava un tipus de yōshoku, versions japoneses de menjar occidental inventades a finals del segle xix i principis del segle xx. Els primers katsu-retsu s'elaboraven amb vedella i es creu que la versió amb carn de pollastre, semblant a l'actual tonkatsu, es va servir per primera vegada el 1890 en un restaurant a Ginza. El terme tonkatsu es va encunyar als anys 1930.
El tonkatsu se serveix també com a farciment per a entrepans (katsu sando) o amb curri japonès (katsukarē). Se serveix de vegades amb ou en un gran bol d'arròs com a katsudon. A Nagoya l'especialitat és el miso katsu, un tonkatsu que es menja amb una salsa a base de miso.